# Ghislain Akassou
Ghislain Akassou (né le 15 février 1975 à Abidjan en Côte d'Ivoire) est un joueur de football international ivoirien, qui évoluait au poste de défenseur.

## Biographie

### Carrière en sélection
Avec l'équipe de Côte d'Ivoire, il joue 15 matchs (pour un but inscrit) entre 1996 et 2003. 
Il figure notamment dans le groupe des sélectionnés lors des coupe d'Afrique des nations de 1996, de 1998, de 2000 et de 2002.